# Грибъл (остров)

Остров Грибъл (на английски: Gribbell Island) е 23-тият по големина остров край западните брегове на Канада в Тихия океан. Площта му е 202 км2, която му отрежда 107-о място сред островите на Канада. Административно принадлежи към канадската провинция Британска Колумбия. Необитаем.
Островът се намира край северното крайбрежие на Британска Колумбия, на север от големия остров Принсес Ройъл, от който го отделя протока Принсес Ройъл широк 2,4 км. На 4,3 км на югозапад е остров Гил. На северозапад от широкия 1,8 км проток Върни е остров Хоксбъри, а протока Урсула, с ширина от 1,5 км на север до 1,9 км на юг го отделя на изток от континенталния бряг на Британска Колумбия. Грибъл има почти триъгълна форма, като дължината му от север на юг достига до 24,6 км, а ширината му варира от 4 км на север до 14 км на юг.
Бреговата линия с дължина 71 км е много слабо разчленена, без характерните за повечето съседни острови множество заливи, фиорди и полуострови.
По-голямата част на острова е планинска с максимална височина от 1077 м (връх Грибъл Пик) в източната част. На острова има няколко сравнително големи езера.
Климатът е умерен, морски, влажен, предпоставка за пълноводни почти през цялата година къси реки. Голяма част от острова (до около 800 м н.в.) е покрита с гъсти иглолистни гори, които предоставят идеални условия за богат животински свят. Високите части са обезлесени, предимно ливади и пасища, покрити близо 5-6 месеца със сняг.
През 1789 г. британският морски капитан Уилям Дъглас открива западното крайбрежие на острова. През 1792 г. е доказано островното му положение, от британските морски офицери, участници в експедицията на Джордж Ванкувър, като са открити протоците Урсула и Върни, но до 1867 г. островът е безименен, когато капитан Даниел Пендер, извършващ мащабни топографски дейности в района го кръщава в чест на Франсис Бароу Грибъл, епископ на англиканската църква в Британска Колумбия в периода 1865-1881 г.